# 皮德海齐

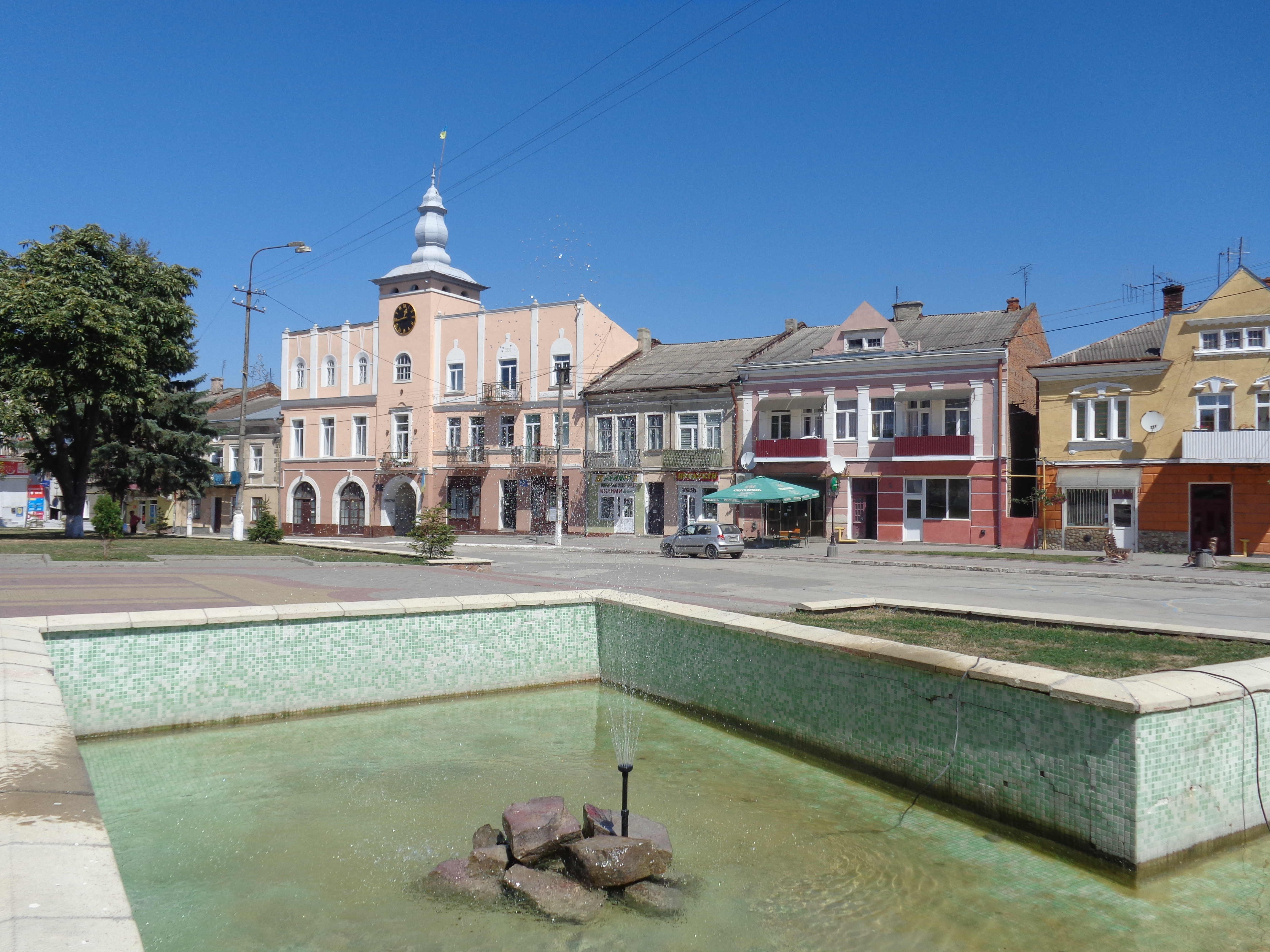
皮德海齐

皮德海齐（羅馬化：Pidhaitsi），又按俄语名译为波德盖齐，是位於烏克蘭西部捷爾諾波爾州捷爾諾波爾區皮德海齊市鎮的城市及該市鎮之行政中心。該市位於科羅佩茨河畔，距離首府捷爾諾波爾45公里，始建於1397年，面積3.14平方公里，2011年人口2,937。

## 備注
1. ↑  俄語：，羅馬化：Podgaytsy

## 外部連結
- （英文） Website about Pidhaitsi （页面存档备份，存于）
- （英文） Photos of Pidhaitsi (70 digital images from 2004) Wikiwix的存檔，存档日期2011-08-30
- （英文） Nature at Pidhaytsi — Photos （页面存档备份，存于）
- （英文） Pidhaitsi Jewish history
- （英文） American Jewish couple visits Pidhaitsi (2001) （页面存档备份，存于）
- （英文） Pidhaytsi Jewish history — article in word （页面存档备份，存于）
- （乌克兰語） Pidhaitsi info, history and photos （页面存档备份，存于）